# 텐트 밖은 유럽 남프랑스 편
《텐트 밖은 유럽 남프랑스 편》은 방영 중인 여행 전문 예능 프로그램이다.

## 기획 의도
잘 봐~ 이번엔 언니들 캠핑이다! 라미란X한가인X조보아X류혜영의 味친 케미 폭발하는 어메이징 스케일 밥상부터 산 넘고 물 건너 전기도 수도도 없는 야생에서의 백패킹까지! 더 와일드하고, 더 리얼한 네 배우의 낭만과 궁상 사이, 하이퍼리얼 여행기

## 방송 시간
| 방송 채널 | 방송 기간                        | 방송 시간                               |
| --------- | -------------------------------- | --------------------------------------- |
| tvN       | 2024년 2월 18일 ~ 2024년 5월 5일 | 매주 일요일 저녁 7시 40분 ~ 밤 9시 20분 |

## 출연자
- 라미란
- 한가인
- 조보아
- 류혜영

## 결방
- 3월 17일 : 드라마 눈물의 여왕 재방송 편성으로 결방.

## 같이 보기
- 바퀴 달린 집
- 캠핑클럽